# زيرو-جي
زيرو-جي (باليابانية: 株式会社ゼロジー، بالروماجي: Kabushiki-gaisha Zerojī) هو استوديو رسوم متحركة ياباني، تأسيس في يونيو 2011، ويقع مقره في سوغينامي، طوكيو.

## أعمال الاستوديو

### مسلسلات أنمي تلفزيونية
- باتيري (2016)[2][3][2]
- تسوغومومو (2017)
- دايف!! (2017)
- غرفة واحدة 2 (2017 ــ 2018)[4][5]
- الأزرق الكبير (2018)[6][7]
- العلم وقع في الحب , لذا حاولت إثبات صحته (2020)
- تسوغو تسوغومومو (2020)

### أونا أنمي
- غزاة ناطحات السحاب (2020)

## وصلات خارجية
- الموقع الرسمي (باليابانية)

زيرو-جي على موقع IMDb (الإنجليزية)
- زيرو-جي على موقع ANN company (الإنجليزية)